# Claravis pretiosa
Claravis pretiosa là một loài chim trong họ Columbidae.